# Dora Santacreu
Dora Santacreu Puigpinós (Buenos Aires, Argentina, 25 de desembre de 1930) és una actriu catalana de teatre; també ha fet cinema i televisió. Filla d'immigrants catalans, va arribar a Barcelona amb disset anys, el 1948.
Va estudiar Art Dramàtic a l'Institut del Teatre entre 1951 i 1953. L'any 1954 va fer el meritoriatge professional a la Companyia Lope de Vega de José Tamayo, al Teatre Comedia de Barcelona. Va formar part de la Compañía Ciudad Condal, sota la direcció de Dolly Latz, els anys 1955 i 1956, juntament amb Conxita Bardem, Enriqueta Torres, Teresa Gil, Coralina Colom, Enrique Vivó, Carlos Lucena, Carlos Ibarzábal, Fernando Cebrián, Ventura Ollé i Josep M. Domènech, amb la qual va participar en el primer i segon festival del Teatre Grec, amb el qual representà Èsquil, Sòfocles o Eurípides.
L'any 1956 es va casar amb l'actor de teatre i cinema Carlos Lucena, amb qui va formar companyia pròpia al Teatre Guimerà de Barcelona (1963 – 1964), en el qual representaren Ionescu, Strindberg, Bergamín, o José María Rodríguez Méndez, entre d'altres. Va formar part del col·lectiu de l'Assemblea de Treballadors de l'Espectacle (A.D.T.E.), grup escindit de l'Assemblea d'Actors i Directors després del Festival Grec de Barcelona (Grec’76).

## Trajectòria artística
Teatre
- 2004 – Wit, de Margaret Edson. Direcció de Lluís Pasqual. Gira per Espanya
- 2002 - Dramatic, d'Albert Mestres. Direcció: Joan Castells. Espai Brossa[5]
- 1995-96 - Martes de Carnaval, de Ramón Mª del Valle Inclan. Direcció: Mario Gas. Centro Dramático Nacional. Teatro Maria Guerrero
- 1991-92 - Comedias Bárbaras, de Ramon Mª del Valle Inclan. Direcció: Jose Carlos Plaza. Centro Dramático Nacional. Teatro Maria Guerrero
- 1983 - Medea, d'Eurípides. Direcció: Manuel Canseco. Festival de Mérida, Festival de Madrid, Teatre Conde Duque
- 1982 – 1984 - La Celestina, de F. de Rojas. Direcció: Angel Facio. Cooperativa Teatro del Aire. Teatro del Circulo, sala Fernando de Rojas de Madrid
- 1978 - Enrique IV, de Luigi Pirandello. Direcció: Mario Gas. Saló Diana de Barcelona. ADTE.
- 1976 – Drácula, de Carlos Ballesteros Borge. Direcció: Carlos Ballesteros. Teatre Español de Barcelona
- 1976 - Las bodas que fueron famosas del Pingajo y la Fandanga, de José Maria Rodríguez Mendez. Teatre Grec. Festival d'estiu. Associació de treballadors de l'espectacle (ADTE)
- 1974 – 1976 - El señor Puntila y su criado Matti, de Bertold Brecht. Direcció: Francesc Nel·lo. Companyia Alejandro Ulloa. Teatre Don Juan de Barcelona
- 1974 - El mago de Oz, de F. Martin Iniesta. Direcció: Alejandro Ulloa. Teatre Español de Barcelona
- 1973 - Las gatas sicilianas, d'E. Ortenbach. Direcció: Vicente Lluch. Teatre Talia de Barcelona
- 1970 - La casa de las Chivas, de Jaime Salom. Direcció: José Maria Loperena. Teatre Moratin
- 1967 - Cicle de Teatre Llatí al Teatre Romea: El rellotger i Collar de cranis. de Joan Brossa
- 1963 – 1964 - Companyia Carlos Lucena i Dora Santacreu al Teatre Guimerà de Barcelona: Amadeo, de Ionescu. Direcció: J.M. Nunes, La señorita Julia, d'A. Strimberg, El circulo de tiza de Cartagena, de José Maria Rodriguez Mendez, Medea la encantadora, de José Bergamín, i Alma negra, de P. Griffi, totes elles sota la direcció de Carlos Lucena
- 1960 – 1963 - Cena de matrimonios, d'Alfonso Paso. Direcció: J.M. Loperena. Teatre Alexis.
- 1957 - Las brujas de Salem, d'A. Miller. Direcció: Jose Tamayo. Teatro Español de Madrid.
- 1955 – 1956 - Amb la Companyía Ciudad Condal i sota la direcció de Dolly Latz al Teatre Grec de Barcelona en el primer i segon Festival del Teatre Grec: amb les obres Electra, de Sòfocles, Las Troyanas, d'Eurípides, Prometeo encadenado, d'èsquil, Antigona, de Sòfocles i adaptació de J.M. Pemán, Hipólito, Ifigenia en Aulide i Medea, d'Eurípides

Cinema
- 1973. Ratzia (La Redada). Director: Jose Antonio de la Loma
- 1973. Aborto criminal. Director: Ignacio F. Iquino
- 1976. Les llargues vacances del 36. Director: Jaime Camino
- 1976. El jovencito Drácula. Director: Carlos Benpar
- 1978. Oscar, Kina y el Laser. Director: J. Maria Blanco[6]
- 1979. La verdad del caso Savolta. Director: Antonio Drove
- 2004. Bitter Kas. Director: Eduard Grau
- 2006. La silla. Director: Julio D. Wallovits
- 2015. La Red. Director: Samuel Quiles Palop

Televisió
- 1997. El joc de viure. Sèrie emesa per TV3
- 1999. La tramuntada. Sèrie emesa pel C33.
- 1998. Laberint d'ombres. Sèrie emesa per TV3.
- 2002. El cor de la ciutat. Sèrie emesa per TV3
- 2010. La sagrada família. Sèrie emesa per TV3
- 2014. Kubala, Moreno i Manchon. Sèrie emesa per TV3